# Heraultia albipennis
Heraultia albipennis är en tvåvingeart som beskrevs av Villeneuve 1920. Heraultia albipennis ingår i släktet Heraultia och familjen parasitflugor. Inga underarter finns listade i Catalogue of Life.